# Šegarka
Šegarka (rusky Шегарка) je řeka v Novosibirské a v Tomské oblasti v Rusku. Je 382 km dlouhá. Povodí má rozlohu 12 000 km².

## Průběh toku
Pramení na jihovýchodě Vasjuganské roviny. Ústí zleva do Obu na 2 605 říčním kilometru.

## Vodní režim
Zdroj vody je převážně sněhový. Průměrný roční průtok vody ve vzdálenosti 177 km od ústí činí 12,6 m³/s. Zamrzá na konci října až v listopadu a rozmrzá ve druhé polovině dubna až na začátku května. Na horním toku v některých zimách promrzá až do dna na dva až tři měsíce. V létě vysychá.

## Využití
Řeka je splavná. Vodní doprava je možná do vzdálenosti 214 km od ústí.